# Sliema
Sliema este un oraș din regiunea Centrală a Maltei. Este un centru cunoscut pentru magazinele, restaurantele și discotecile sale.

## Personalități născute aici
- Chetta Chevalier (1901 - 1973), luptătoare antifascistă britanică.